# Eurovision Song Contest 1968
Eurovision Song Contest 1968, česky také Velká cena Eurovize 1968 (či jen Eurovize 1968), byl 13. ročník soutěže Eurovision Song Contest, který se konal v Londýně ve Spojeném království díky vítězství zpěvačky Sandie Shaw s písní Puppet on a String v předchozím ročníku. Bylo to zároveň první vítězství Spojeného království v soutěži, navzdory tomu, že už soutěž předtím pořádala dvakrát. Eurovize 1968 byla zároveň první, která se vysílala barevně. Pro české posluchače může být tento ročník zároveň zajímavý tím, že v něm účinkoval zpěvák Karel Gott, který ovšem reprezentoval Rakousko. Soutěže se v tomto roce účastnily stejné země, jako v předchozím ročníku. Zvítězilo zde Španělsko se zpěvačkou Massiel a písní La La La. Soutěž se vysílala přes síť Intervize i v několika východních zemích včetně Československa, i když se sami soutěže neúčastnily.

## Formát
Každou zemi reprezentoval jeden interpret, na pódiu mohli být maximálně dva lidé. Každá země mohla mít vlastního dirigenta.
O výsledku rozhodovali porotci – za každou zemi rozhodovalo 10 porotců, každý z nich dal jeden bod jedné skladbě. Nikdo z porotců se nemohl hlasování zdržet, ani hlasovat pro svou zemi.

## Dirigenti
Každé představení mělo dirigenta, který orchestr řídil. Dirigenty si mohla každá země zvolit své, což učinily všechny.
- Portugalsko – Joaquim Luís Gomes
- Nizozemsko – Dolf van der Linden
- Belgie – Henri Segers
- Rakousko – Robert Opratko
- Lucembursko – André Borly
- Švýcarsko – Mario Robbiani
- Monako – Michel Colombier
- Švédsko – Mats Olsson
- Finsko – Ossi Runne
- Francie – Alain Goraguer
- Itálie – Giancarlo Chiaramello
- Spojené království – Norrie Paramor
- Norsko – Øivind Bergh
- Irsko – Noel Kelehan
- Španělsko – Rafael Ibarbia
- Německo – Horst Jankowski
- Jugoslávie – Miljenko Prohaska

## Výsledky
| Pořadí | Země               | Interpret                        | Skladba                              | Jazyk            | Umístění | Body |
| ------ | ------------------ | -------------------------------- | ------------------------------------ | ---------------- | -------- | ---- |
| 1.     | Portugalsko        | Carlos Mendes                    | „Verão“                              | portugalština    | 11.      | 5    |
| 2.     | Nizozemsko         | Ronnie Tober                     | „Morgen“                             | nizozemština     | 16.      | 1    |
| 3.     | Belgie             | Claude Lombard                   | „Quand tu reviendras“                | francouzština    | 7.       | 8    |
| 4.     | Rakousko           | Karel Gott                       | „Tausend Fenster“                    | němčina          | 13.      | 2    |
| 5.     | Lucembursko        | Chris Baldo a Sophie Garel       | „Nous vivrons d'amour“               | francouzština    | 11.      | 5    |
| 6.     | Švýcarsko          | Gianni Mascolo                   | „Guardando il sole“                  | italština        | 13.      | 2    |
| 7.     | Monako             | Line a Willy                     | „À chacun sa chanson“                | francouzština    | 7.       | 8    |
| 8.     | Švédsko            | Claes-Göran Hederström           | „Det börjar verka kärlek, banne mej“ | švédština        | 5.       | 15   |
| 9.     | Finsko             | Kristina Hautala                 | „Kun kello käy“                      | finština         | 16.      | 1    |
| 10.    | Francie            | Isabelle Aubret                  | „La Source“                          | francouzština    | 3.       | 20   |
| 11.    | Itálie             | Sergio Endrigo                   | „Marianne“                           | italština        | 10.      | 7    |
| 12.    | Spojené království | Cliff Richard                    | „Congratulations“                    | angličtina       | 2.       | 28   |
| 13.    | Norsko             | Odd Børre                        | „Stress“                             | norština         | 13.      | 2    |
| 14.    | Irsko              | Pat McGeegan                     | „Chance of a Lifetime“               | angličtina       | 4.       | 18   |
| 15.    | Španělsko          | Massiel                          | „La La La“                           | španělština      | 1.       | 29   |
| 16.    | Německo            | Wenche Myhre                     | „Ein Hoch der Liebe“                 | němčina          | 6.       | 11   |
| 17.    | Jugoslávie         | Lući Kapurso a Hamo Hajdarhodžić | „Jedan dan“                          | srbochorvatština | 7.       | 8    |

### Detailní výsledky
|      |                    | Celkem | Portugalsko | Nizozemsko | Belgie | Rakousko | Lucembursko | Švýcarsko | Monako | Švédsko | Finsko | Francie | Itálie | Spojené království | Norsko | Irsko | Španělsko | Německo | Jugoslávie |
| ---- | ------------------ | ------ | ----------- | ---------- | ------ | -------- | ----------- | --------- | ------ | ------- | ------ | ------- | ------ | ------------------ | ------ | ----- | --------- | ------- | ---------- |
| Země | Portugalsko        | 5      |             |            |        |          |             |           |        |         |        |         |        |                    | 2      |       | 3         |         |            |
| Země | Nizozemsko         | 1      |             |            |        |          |             |           |        |         |        |         | 1      |                    |        |       |           |         |            |
| Země | Belgie             | 8      | 1           |            |        |          |             |           |        |         | 1      | 1       | 3      | 1                  |        |       | 1         |         |            |
| Země | Rakousko           | 2      |             |            |        |          |             |           |        |         |        |         |        |                    |        |       |           | 2       |            |
| Země | Lucembursko        | 5      |             | 1          |        | 1        |             |           | 1      |         |        | 1       |        | 1                  |        |       |           |         |            |
| Země | Švýcarsko          | 2      |             |            |        |          |             |           |        |         |        |         |        |                    |        |       |           |         | 2          |
| Země | Monako             | 8      |             | 2          |        |          | 1           |           |        |         | 3      |         |        | 1                  |        | 1     |           |         |            |
| Země | Švédsko            | 15     | 1           | 1          |        |          |             |           |        |         | 1      |         |        | 2                  | 6      | 4     |           |         |            |
| Země | Finsko             | 1      |             |            |        |          |             |           |        |         |        |         |        |                    | 1      |       |           |         |            |
| Země | Francie            | 20     |             | 3          | 6      | 2        | 3           | 3         |        | 1       |        |         | 2      |                    |        |       |           |         |            |
| Země | Itálie             | 7      | 1           |            |        |          |             | 2         |        |         |        |         |        |                    |        |       | 2         |         | 2          |
| Země | Spojené království | 28     | 1           | 2          | 2      |          | 1           | 4         | 5      | 3       | 2      | 4       | 1      |                    |        | 1     |           | 2       |            |
| Země | Norsko             | 2      |             |            |        |          | 1           |           |        |         |        |         |        |                    |        |       | 1         |         |            |
| Země | Irsko              | 18     | 1           | 1          | 1      | 4        | 1           |           |        | 4       |        |         |        |                    |        |       |           |         | 6          |
| Země | Španělsko          | 29     | 4           |            |        | 2        | 1           |           | 4      |         | 3      | 4       | 3      |                    | 1      | 1     |           | 6       |            |
| Země | Německo            | 11     |             |            |        |          | 1           | 1         |        | 2       |        |         |        | 5                  |        |       | 2         |         |            |
| Země | Jugoslávie         | 8      | 1           |            | 1      | 1        | 1           |           |        |         |        |         |        |                    |        | 3     | 1         |         |            |

## Vysílání
Soutěž mohly přenášet a vysílat média jak zemí, které se účastnily, tak země, které se soutěže toho roku buď neúčastnily nebo vůbec nebyly členy EVU. Každé médium z příslušné země navíc mohlo na soutěž poslat svého komentátora.
| Země               | Vysílatel | Televizní stanice             | Komentátor          | Reference     |
| ------------------ | --------- | ----------------------------- | ------------------- | ------------- |
| Rakousko           | ORF       | FS1                           |                     | [ 2 ]         |
| Belgie             | RTB       | RTB                           | Paule Herreman      | [ 3 ]         |
| Belgie             | RTB       | RTB 1                         |                     | [ 4 ]         |
| Belgie             | BRT       | BRT                           |                     | [ 4 ]         |
| Finsko             | YLE       | TV-ohjelma 1                  | Aarno Walli         | [ 5 ] [ 6 ]   |
| Finsko             | YLE       | Ruotsinkielinen ulaohjelma    |                     | [ 6 ]         |
| Francie            | ORTF      | Deuxième Chaîne               | Pierre Tchernia     |               |
| Francie            | ORTF      | France Inter                  |                     | [ 4 ]         |
| Německo            | ARD       | Deutsches Fernsehen           |                     | [ 7 ]         |
| Irsko              | RTÉ       | RTÉ                           | Brendan O'Reilly    |               |
| Irsko              | RTÉ       | RTÉ Radio                     | Kevin Roche         |               |
| Itálie             | RAI       | Secondo Programma TV          | Renato Tagliani     |               |
| Lucembursko        | CLT       | Télé-Luxembourg               |                     | [ 3 ]         |
| Nizozemsko         | NTS       | Nederland 1                   | Elles Berger        | [ 8 ]         |
| Norsko             | NRK       | NRK Fjernsynet                | Roald Øyen          | [ 9 ]         |
| Portugalsko        | RTP       | RTP                           |                     | [ 10 ]        |
| Španělsko          | TVE       | TVE 1                         | Federico Gallo      | [ 11 ] [ 12 ] |
| Španělsko          | RNE       | Radio Peninsular de Barcelona | José María Íñigo    | [ 13 ] [ 14 ] |
| Švédsko            | SR        | Sveriges TV                   | Christina Hansegård |               |
| Švýcarsko          | SRG SSR   | TV DRS                        | Theodor Haller      | [ 15 ]        |
| Švýcarsko          | SRG SSR   | TSR                           | Georges Hardy       | [ 16 ]        |
| Švýcarsko          | SRG SSR   | TSI                           |                     |               |
| Švýcarsko          | SRG SSR   | Radio Beromünster             | Albert Werner       | [ 17 ]        |
| Spojené království | BBC       | BBC1                          |                     | [ 18 ]        |
| Spojené království | BBC       | BBC Radio 1, BBC Radio 2      | Pete Murray         | [ 19 ] [ 20 ] |
| Spojené království | BFBS      | BFBS Radio                    | Thurston Holland    |               |
| Jugoslávie         | JRT       | Televizija Beograd            |                     | [ 21 ]        |
| Jugoslávie         | JRT       | Televizija Ljubljana          |                     | [ 22 ]        |
| Jugoslávie         | JRT       | Televizija Zagreb             |                     | [ 23 ]        |

| Země           | Vysílatel | Televizní stanice     | Komentátor        | Reference     |
| -------------- | --------- | --------------------- | ----------------- | ------------- |
| Československo | ČST       | ČST                   | Miroslav Horníček | [ 24 ]        |
| Maďarsko       | MTV       | MTV                   | András Kalmár     | [ 25 ] [ 26 ] |
| Malta          | MBA       | MTS, National Network |                   |               |
| Polsko         | TP        | Telewizja Polska      |                   | [ 27 ]        |
| Portoriko      | WKAQ      | WKAQ                  |                   | [ 28 ]        |
| Rumunsko       | TVR       | TVR                   |                   |               |